# Phylloscopidae
Phylloscopidae es una familia de aves paseriformes, llamadas comúnmente mosquiteros. Sus miembros son pájaros que se distribuyen por Eurasia (alcanzando hasta la Wallacea) y África. Como única excepción Phylloscopus borealis también cría en Alaska. La mayoría vive en bosques y montes bajos.
Los mosquiteros son en general pájaros insectívoros pequeños, que suelen capturar insectos al vuelo. Su plumaje suele ser verde en las partes superiores, y amarillo o blanco en las inferiores; o bien pueden tener coloraciones más discretas que varían del verde grisáceo al pardo grisáceo, que cambian poco o nada con las estaciones. Las colas no son muy largas y contienen 12 plumas (a diferencia de las especies similares en Abroscopus -de la familia Cettiidae-, cuyas colas tienen 10 plumas). Todas las especies de Phylloscopidae anteriormente se clasificaban en la familia Sylviidae.

## Filogenia
La familia contiene solo dos géneros:
- Género Phylloscopus – 66 especies.
- Género Seicercus – 11 especies.